# Солтан (дворянский род)
Со́лтан или Пересвет-Со́лтан — дворянский род, герба своего имени (также «Вренбы», изменённый Абданк).
Род русско-литовского происхождения. Андрей Александрович был подскарбием великого княжества литовского в 1486—1492 годах, а брат его Солтан Александрович — маршалом королевским и наместником слонимским и новогрудским (1483—1490 гг.). Сын Андрея — Иван был подскарбием надворным литовским (1507—1554 гг.), а из сыновей Солтана: Иосиф II Солтан (ум. 1521 г.) был митрополитом киевским и владыкой смоленским, а Александр Солтан — маршалом королевским (1515—1541 гг); сын последнего Иван был также маршалом надворным литовским (1572 г.).
Станислав Солтан был последовательно хорунжим великим (1782 г.), подкоморием великим (1790 г.) и маршалом надворным литовским (1791 г.).
Род Солтан, разделившийся на несколько ветвей, внесен в VI ч. родословных книг Минской, Гродненской и Могилёвской
губерний.